# Alex Anlos
Alex Anlos, eigentlich Alexandros Anastasopoulos, ist ein US-amerikanischer Schauspieler, Synchronsprecher, Stuntman, Stunt Coordinator und Caster griechischer Herkunft.

## Leben
Nach ersten Rollen in Kurzfilmen, beginnend ab 2013 und unter dem Namen Alex An-los, durfte Anlos 2015 in einer Episode der Fernsehserie Black Sails mitspielen. Im selben Jahr verkörperte er die Rolle des Jasper in vier Episoden der Fernsehserie Dominion. Im Folgejahr spielte er eine größere Nebenrolle im Fernsehfilm Planet of the Sharks. 2020 übernahm er eine Nebenrolle in Bloodshot an der Seite von Vin Diesel.
Er ist seit 2013 ebenfalls als Stuntman und Stunt Coordinator tätig und übernimmt Rollen im Synchronsprechen.

## Filmografie

### Schauspieler
- 2013: Pascal and Pearce: Fire Within (Kurzfilm)
- 2013: Magic Bullet (Kurzfilm)
- 2014: Prime Circle: Doors (Kurzfilm)
- 2014: The Golden Rule (Kurzfilm)
- 2014: The Bear Suit (Kurzfilm)
- 2015: Black Sails (Fernsehserie, Episode 2x01)
- 2015: Dominion (Fernsehserie, 4 Episoden)
- 2016: Planet of the Sharks (Fernsehfilm)
- 2017: 24 Hours to Live
- 2017: Accident
- 2018: Troja – Untergang einer Stadt (Troy: Fall of a City) (Fernsehserie, 3 Episoden)
- 2018: The Devil Speaks (Fernsehserie, Episode 1x04)
- 2018: Order of the Dragon (Fernsehfilm)
- 2018: American Monster (Fernsehserie, Episode 3x11)
- 2019: Til Death Do Us Part (Fernsehserie, Episode 1x07)
- 2019: Fynskrif (Fine Print) (Fernsehserie, Episode 2x01)
- 2020: Bloodshot
- 2020: Fried Barry

### Stunts
- 2013: Magic Bullet (Kurzfilm)
- 2014: Black Sails (Fernsehserie, Episode 1x01)
- 2014: PHFAT Ft JungFreud: Lights Out (Kurzfilm)
- 2014: Scribblings (Kurzfilm)
- 2014: The Bear Suit (Kurzfilm)
- 2015: The Actor
- 2017: Accident